# Mojarras
Mojarras är en ort i Mexiko.   Den ligger i kommunen Tiquicheo de Nicolás Romero och delstaten Michoacán de Ocampo, i den södra delen av landet, 180 km väster om huvudstaden Mexico City. Mojarras ligger 648 meter över havet och antalet invånare är 312.
Terrängen runt Mojarras är kuperad åt sydväst, men åt nordost är den bergig. Mojarras ligger nere i en dal. Runt Mojarras är det glesbefolkat, med 15 invånare per kvadratkilometer. Närmaste större samhälle är Las Juntas del Tanque, 15,7 km sydost om Mojarras. I omgivningarna runt Mojarras växer huvudsakligen savannskog.